# Diadectomorpha
Діадектоморфи (Diadectomorpha) — ряд пермських амфібій, близьких до антракозаврів.
Це достатньо велика група наземних тварин пізнього карбону та ранньої пермі. Ряд включає хижаків і травоїдних (можливо навіть перших справжніх травоїдних).

## Поширення
Діадектоморфи виникли у пізньому карбоні у східній частині Північної Америки, але найчисленніші знахідки відомі у ранній пермі Техасу та Німеччини. Попри широке поширення та велику кількість видів, діадектоморфи не були домінуючою формою життя і найчастіше вони відомі за фрагментарними рештками. Ряд повністю вимирає на межі ранньої та середньої пермі, хоча із середньої пермі Росії відомий один зразок, який, можливо, належить до діадектів.

## Спосіб життя
Основна частина знахідок діадектоморфів належить до районів із посушливим кліматом на території Техасу, тому вважається, що вони були пристосовані до життя вдалині від води, живились відносно грубою їжею та розмножувались у непридатних для амфібій умовах. Проте саме аридизація клімату (плюс конкуренція з травоїдними синапсидами) згубила цю групу тварин.

## Систематика
Не зовсім зрозуміле положення Diadectomorpha у класифікації тварин: чи вони є ще амфібіями, чи вони уже рептилії. Різні дослідники відповідають на це питання по різному та єдиної думки не існує. Ясність у це питання могло б внести знаходження личинок або наземних яєць діадектоморфів, але вони невідомі. Здавалось, що відсутність личинкових форм, які дуже часто зберігаються в амфібій, каже про те, що ця група тварин повинна належати до рептилій. Проте, є думка, що місця розмноження Diadectomorpha просто були такими, що личинкові рештки не могли бути захоронені та збережені. Так що про становище даної групи у класифікації судять по будові скелета. Розглядаючи скелет діадектоморфів, звертають увагу на будову черепа, яка є вельми примітивною у порівняні з черепами рептилій. У діадектоморфів велика кількість зайвих костей на кришці черепа, що характерно для амфібій, велика та чітко виражена вушна врізка, що також характерна для амфібій, великий тім'яний отвір та дуже важка нижня щелепа, яка незвична для рептилій. По цих ознаках можна було б віднести Diadectomorpha до амфібій, але у розпорядженні палеонтологів немає черепів базальних амніот з якими можна порівнювати діадектів. До того ж вушна врізка може і не вказувати на амфібійність Diadectomorpha, оскільки у найбільших видів вона не настільки велика у порівнянні з розміром черепа. А масивна нижня щелепа може розглядатись як пристосування, необхідне для розміщення щелепних м'язів. Між іншим, череп діадекта нагадує черепа пареязаврів.
Кості передніх кінцівок типові для наземних тварин — довгі, із помітним звуженням у центральній частині, великими суглобами та виступами для кріплення м'язами. А ось плечовий пояс ближчий до амфібійного зі слабо розвинутою грудиною та кріпленням кінцівок по боках грудної клітини, а не під нею. При такій будові тварина часто опирається на землю грудною кліткою, що заважає ефективному диханню. Проте, по слідах діадектоморфів відомо, що вони пересувались підійнявши тіло над землею. Кисті та стопи Diadectomorpha призначені для пересування по суші. Вони невеликі з короткими товстими пальцями, якими важко користуватися у воді. Але пальці діадектоморфів не мали кігтів, що є амфібійною ознакою. Проте, якщо врахувати, що виробляти кератин рептилії навчились в останні 10—15 млн років карбону, то базальні рептилії не могли мати кігтів. Таким чином діадектоморфи виглядають проміжною ланкою між амфібіями та доведеними амніотами.

### Родини
- Diadectidae
- Limnoscelidae
- Tseajaiidae

### Філогенія
Філогенічна кладограма створена згідно з даними сайту Tree of Life:
|  | Solenodonsaurus †                                            |
|  |                                                              |
|  | \| \| Diadectomorpha † \| \| \| \| \| \| Amniota \| \| \| \| |
|  |                                                              |
|  | Diadectomorpha †                                             |
|  |                                                              |
|  | Amniota                                                      |
|  |                                                              |

|  | Diadectomorpha † |
|  |                  |
|  | Amniota          |
|  |                  |

|  | Solenodonsaurus †                                            |
|  |                                                              |
|  | \| \| Diadectomorpha † \| \| \| \| \| \| Amniota \| \| \| \| |
|  |                                                              |
|  | Diadectomorpha †                                             |
|  |                                                              |
|  | Amniota                                                      |
|  |                                                              |

|  | Diadectomorpha † |
|  |                  |
|  | Amniota          |
|  |                  |